# Liste der Biografien/Tid
Liste der Biografien |
Portal Biografien |
Personensuche
# |
A |
B |
C |
D |
E |
F |
G |
H |
I |
J |
K |
L |
M |
N |
O |
P |
Q |
R |
S |
T |
U |
V |
W |
X |
Y |
Z |
?
 
Ta |
Tc |
Te |
Tf |
Tg |
Th |
Ti |
Tj |
Tk |
Tl |
Tm |
To |
Tq |
Tr |
Ts |
Tu |
Tv |
Tw |
Tx |
Ty |
Tz
 
Tia |
Tib |
Tic |
Tid |
Tie |
Tif |
Tig |
Tih |
Tii |
Tij |
Tik |
Til |
Tim |
Tin |
Tio |
Tip |
Tiq |
Tir |
Tis |
Tit |
Tiu |
Tiv |
Tiw |
Tix |
Tiy |
Tiz
Die Liste der Biografien führt alle Personen auf, die in der deutschsprachigen Wikipedia einen Artikel haben. Dieses ist eine Teilliste mit 40 Einträgen von Personen, deren Namen mit den Buchstaben „Tid“ beginnt.

## Tid

### Tidb
- Tidball, William (* 2000), britischer Radsportler
- Tidball-Binz, Morris (* 1957), chilenischer Rechtsmediziner und Menschenrechtsexperte
- Tidbeck, Karin (* 1977), schwedische Schriftstellerin

### Tidd
- Tiddia, Pier Giuliano (* 1929), italienischer Geistlicher und emeritierter römisch-katholischer Erzbischof von Oristano

### Tide
- Tideman, Magnus (* 1963), schwedischer Tennisspieler
- Tideman, Nicolaus (* 1943), US-amerikanischer Wirtschaftswissenschaftler, Hochschullehrer
- Tidemand, Adolph (1814–1876), norwegischer Maler
- Tidemand, Adolph Claudius (1854–1919), norwegischer Landschafts-, Historien-, Genre- und Porträtmaler der Düsseldorfer Schule
- Tidemand, Otto Grieg (1921–2006), norwegischer Politiker (Høyre), Minister und Unternehmer
- Tidemand, Pontus (* 1990), schwedischer Rallyefahrer
- Tīdemanis, Valters (* 1905), lettischer Fußballspieler
- Tidemann Vorrade († 1385), Ratsherr der Hansestadt Lübeck
- Tidemann, Arnold Dietrich (1756–1821), Bremer Jurist, Senator und Bürgermeister
- Tidemann, Carl August, norwegischer Gitarrist und Komponist
- Tidemann, Franz (1752–1836), Bremer Jurist, Senator und Bürgermeister
- Tidemann, Johannis, deutscher Jurist
- Tidemann, Marcus (1675–1753), Lübecker Kaufmann und Ratsherr
- Tidemann, Mattheus († 1579), Ratsherr der Hansestadt Lübeck
- Tidestrøm, Ivar Frederick (1864–1956), schwedischer Botaniker

### Tidh
- Tidhar, Eliana (* 1992), israelische Schauspielerin und Sängerin
- Tidhar, Lavie (* 1976), Schriftsteller
- Tidhelm († 937), Bischof von Hereford
- Tidholm, Anna-Clara (* 1946), schwedische Kinderillustratorin und -autorin

### Tidi
- Tidick, Frank (1940–2022), deutscher Verwaltungsjurist
- Tidick, Marianne (1942–2021), deutsche Politikerin (SPD)

### Tidj
- Tidjani, Ahmedou (* 1992), kamerunischer Fußballspieler

### Tidl
- Tidl, Georg (* 1948), österreichischer Journalist

### Tidm
- Tidmand, Bjørn (* 1940), dänischer Schlagersänger

### Tido
- Tidof, Max (* 1960), deutscher SchauspielerMax Tidof (* 1960)

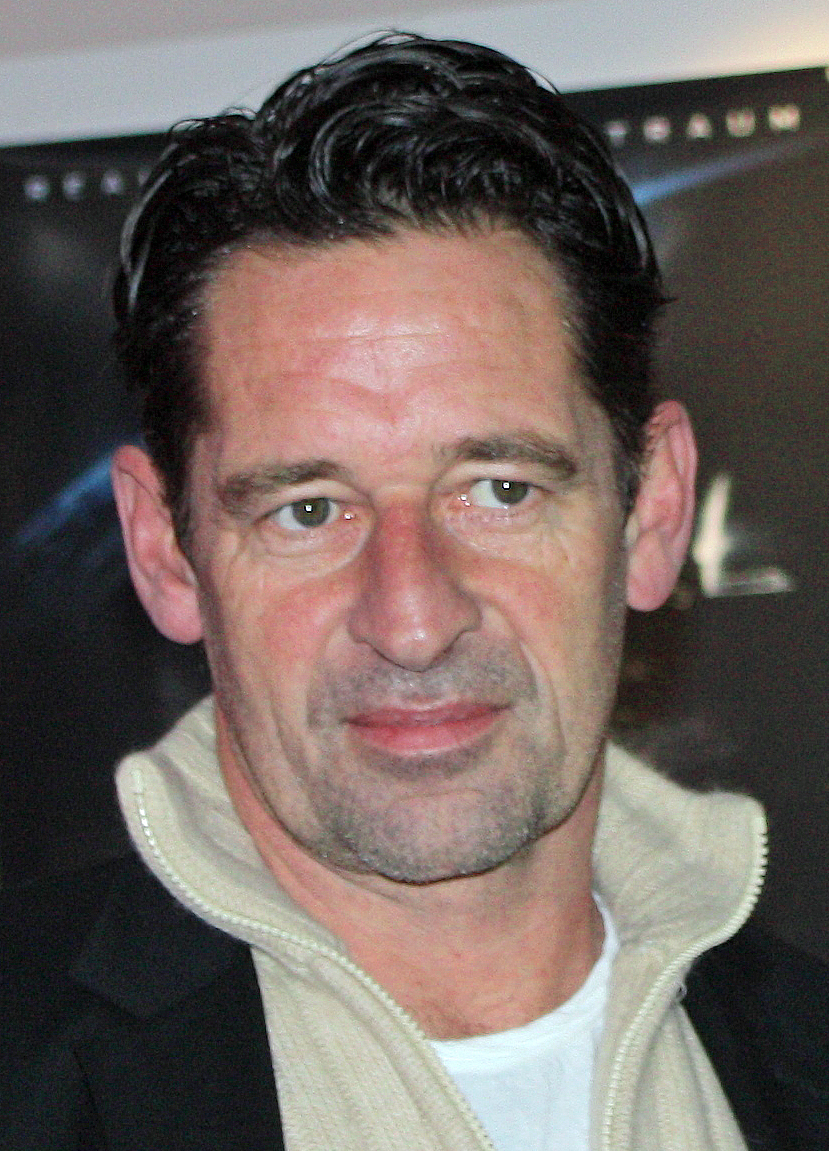
Max Tidof (* 1960)

- Tidona, Giovanni (* 1982), italienischer Philosoph und Hochschullehrer
- Tidow, Georg (1870–1937), deutscher Rechtsanwalt, Justizrat, Kommunal- und Landespolitiker
- Tidow, Günter (1943–2016), deutscher Sportwissenschaftler, Hochschullehrer
- Tidow, Stefan (* 1967), deutscher politischer Beamter (Bündnis 90/Die Grünen)

### Tids
- Tidschānī, Ahmad at- (1737–1815), Gründungsvater des Tidschani-Ordens
- Tidstrand, Sanna (* 1985), schwedische Skirennläuferin
- Tidström, Göran (* 1946), schwedischer Wirtschaftsprüfer

### Tidw
- Tidwell, Charles (1937–1969), US-amerikanischer Sprinter und Hürdenläufer
- Tidwell, Cortney (* 1972), US-amerikanische Sängerin und Texterin

### Tidy
- Tidy, Frank (1932–2017), britischer Kameramann
- Tidyman, Ernest (1928–1984), US-amerikanischer Schriftsteller und Drehbuchautor